# Yū Kanamaru

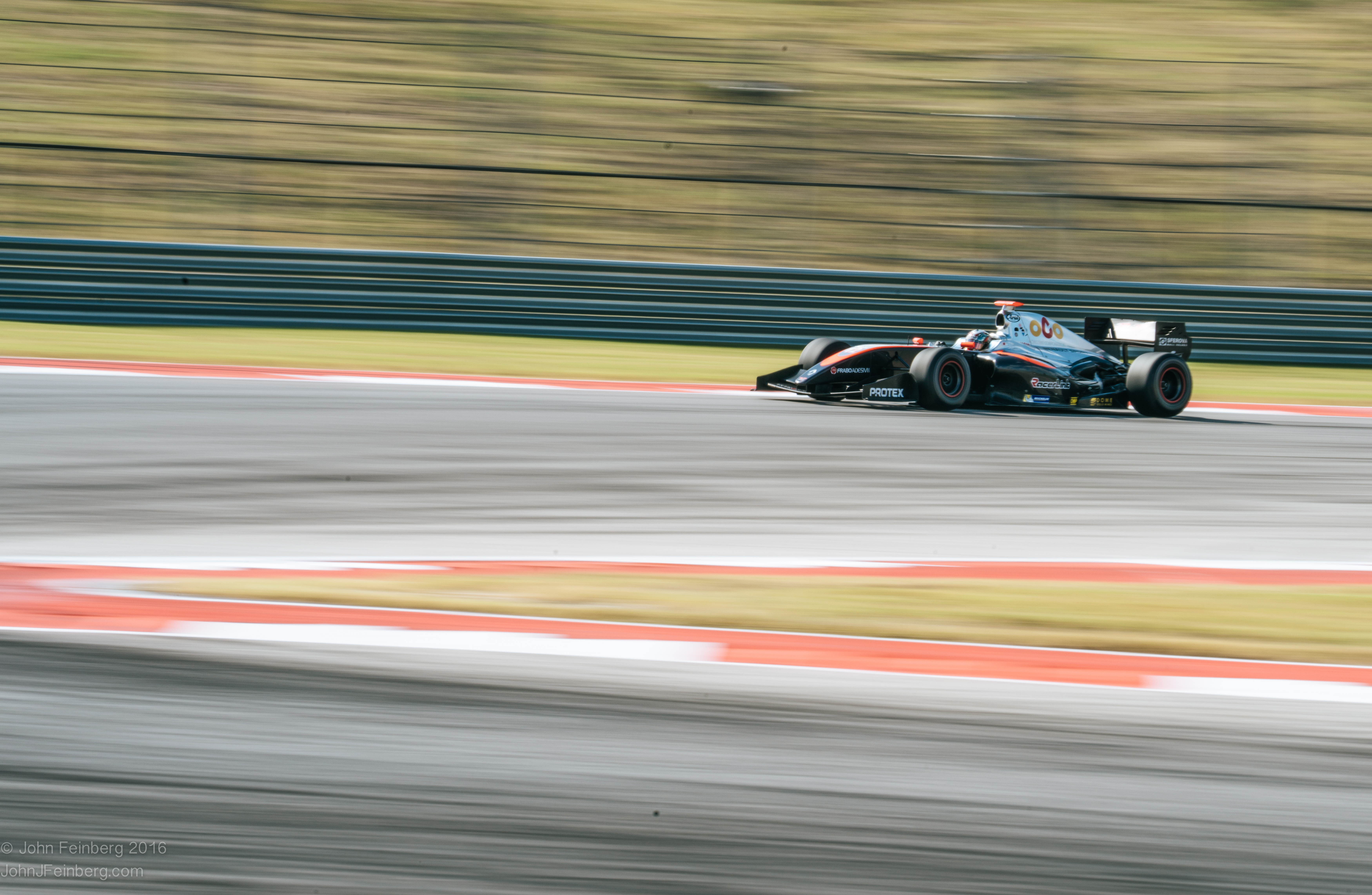
Yū Kanamaru 2017 in der World-Series-Formel-V8-3.5

Yū Kanamaru (jap. 金丸 悠, Kanamaru Yū; * 13. Mai 1994 in der Präfektur Tokio) ist ein japanischer Automobilrennfahrer. Er startete von 2015 bis 2017 in der Formel V8 3.5.

## Karriere
Kanamaru begann seine Motorsportkarriere 2001 im Kartsport, in der bis 2011 aktiv blieb. Er gewann mehrere Kartmeisterschaften in Japan. Ferner wurde er 2010 Vierter und 2011 Sechster in der CIK-FIA-Kart-Weltmeisterschaft. 2012 wechselte er in den Formelsport und erhielt bei KTR ein Cockpit im Formel Renault 2.0 Eurocup. Ein 17. Platz war sein bestes Resultat und er wurde 39. in der Fahrerwertung. Außerdem fuhr er für KRT in der nordeuropäischen Formel Renault. Dort entschied er ein Rennen für sich und erreichte den 16. Platz in der Fahrerwertung. 2013 blieb Kanamaru bei KRT. Im Formel Renault 2.0 Eurocup erzielte er abermals keine Punkte und wurde 31. im Gesamtklassement. In der nordeuropäischen Formel Renault nahm er an drei von sieben Veranstaltungen teil.
2014 wechselte Kanamaru in die Euroformula Open zu EmiliodeVillota Motorsport. Er erzielte vier Podest-Platzierungen und er wurde Vierter der Meisterschaft. Darüber hinaus nahm er für Carlin am Macau Grand Prix teil. 2015 absolvierte Kanamaru seine zweite Euroformula-Open-Saison für EmiliodeVillota Motorsport. Mit einem Sieg verbesserte er sich auf den dritten Platz in der Fahrerwertung. Darüber hinaus stieg er zum siebten Rennwochenende in die Formel Renault 3.5 ein. Dort startete er für Pons Racing, mit deren Teammanager Emilio de Villota jr. er bereits in der Euroformula Open zusammenarbeitete.
2016 wechselte Kanamaru vollständig in die Formel V8 3.5, die im Vorjahr noch Formel Renault 3.5 hieß. Er erhielt ein Cockpit bei Teo Martín Motorsport. Sein voriger Rennstall von Emilio de Vilotta jr. war in den Rennstall aufgegangen. Kanamaru erzielte zwei vierte Plätze als beste Ergebnisse und schloss die Saison auf dem achten Gesamtrang ab.

## Statistik

### Karrierestationen
| - 2001–2011: Kartsport - 2012: Formel Renault 2.0 Eurocup (Platz 39) - 2012: Nordeuropäische Formel Renault (Platz 16) - 2013: Formel Renault 2.0 Eurocup (Platz 31) - 2013: Nordeuropäische Formel Renault (Platz 26) | - 2014: Euroformula Open (Platz 4) - 2015: Euroformula Open (Platz 3) - 2015: Formel Renault 3.5 (Platz 18) - 2016: Formel V8 3.5 (Platz 8) - 2017: Formel V8 3.5 (Platz 7) | - 2018: Japanische Formel-3-Meisterschaft (Platz 5) - 2019: TCR Japan - Sunday Series (Platz 2) - 2019: TCR Japan - Saturday Series (Platz 3) - 2019: Asiatische Formel-3-Meisterschaft (Platz 9) |

### Einzelergebnisse in der Formel Renault 3.5 / Formel V8 3.5
| Jahr | Team                  | 1   | 2   | 3   | 4   | 5   | 6   | 7   | 8   | 9   | 10  | 11  | 12  | 13  | 14  | 15  | 16  | 17  | 18  | Punkte | Rang |
| ---- | --------------------- | --- | --- | --- | --- | --- | --- | --- | --- | --- | --- | --- | --- | --- | --- | --- | --- | --- | --- | ------ | ---- |
| 2015 | Pons Racing           | ALC | ALC | MON | SPA | SPA | HUN | HUN | SPI | SPI | SIL | SIL | NÜR | NÜR | LMS | LMS | JRZ | JRZ |     | 9      | 18.  |
| 2015 | Pons Racing           |     |     |     |     |     |     |     |     |     |     |     | 12  | 13  | 6   | DNF | 10  | 11  |     | 9      | 18.  |
| 2016 | Teo Martín Motorsport | ALC | ALC | HUN | HUN | SPA | SPA | LEC | LEC | SIL | SIL | SPI | SPI | MNZ | MNZ | JER | JER | CAT | CAT | 85     | 8.   |
| 2016 | Teo Martín Motorsport | DNF | 4   | 9   | 10  | 4   | 7   | 7   | 11  | 7   | 9   | 7   | DNF | 6   | 5   | 6   | 10  | 8   | 10  | 85     | 8.   |
| 2017 | RP Motorsport         | SIL | SIL | SPA | SPA | MNZ | MNZ | JER | JER | ALC | ALC | NÜR | NÜR | MEX | MEX | COA | COA | BRN | BRN | 115    | 7.   |
| 2017 | RP Motorsport         | 10  | DNF | 5   | 8   | DNF | 3   | 7   | 10  | 7   | 4   | 5   | 7   | 7   | 7   | 7   | 7   | 4   | 6   | 115    | 7.   |